# Кинг (остров, Тасмания)
Кинг (англ. King Island) — остров в Бассовом проливе недалеко от северо-западной оконечности острова Тасмания, принадлежит Австралии, входит в состав штата Тасмания. Площадь острова 1098 км², население 1723 человек (2007), средний возраст 43,1 года.

## Топоним
Назван французскими исследователями в честь Филипа Кинга, губернатора штата Новый Южный Уэльс, в состав территории которого тогда входила Тасмания.

## География

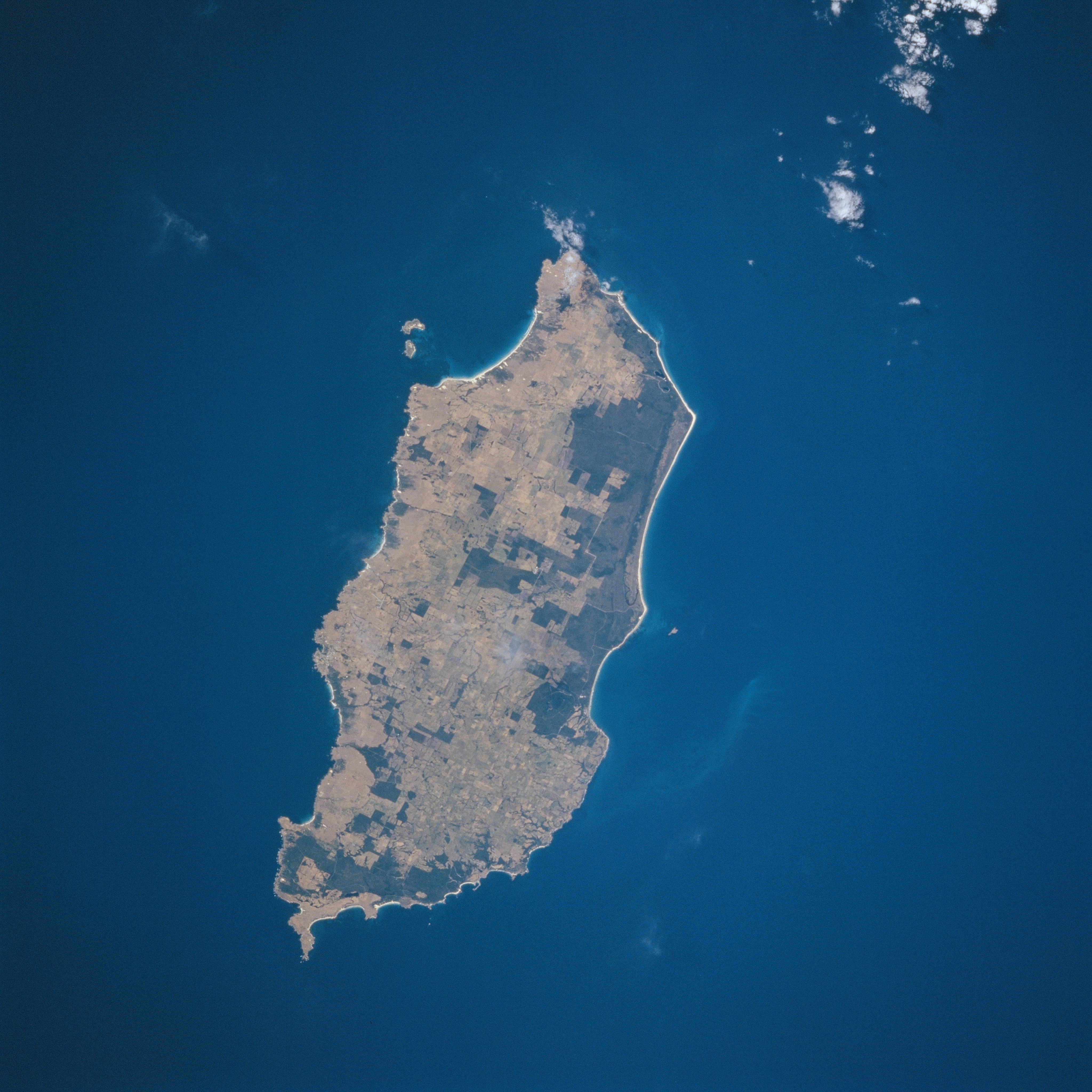
Остров Кинг — вид из космоса

На острове расположены вольфрамовые рудники (добывается минерал шеелит). Вблизи острова лежит множество затонувших кораблей. Вокруг острова произрастает большое количество водорослей, выбрасываемых штормами на берег.

## История
Остров был открыт и исследован в 1802 году французской экспедицией под руководством Николя Бодена.
4 августа 1845 года у юго-западного побережья острова Кинг затонул британский барк «Катаракви», что стало худшим в истории Австралии инцидентом с гражданской катастрофой на море, унесшим жизни 400 человек.
28 ноября 2004 года на берег острова Кинг выбросилось более 70 китов и 30 дельфинов. 97 животных погибли.

## Административное деление
Территория острова Кинг полностью входит в состав муниципалитета Остров Кинг. Главный город Карри.